# El Sabino, Mazatlán Villa de Flores
El Sabino är en ort i Mexiko.   Den ligger i kommunen Mazatlán Villa de Flores och delstaten Oaxaca, i den sydöstra delen av landet, 280 km sydost om huvudstaden Mexico City. El Sabino ligger 1 417 meter över havet och antalet invånare är 142.
Terrängen runt El Sabino är huvudsakligen bergig, men norrut är den kuperad. Runt El Sabino är det ganska tätbefolkat, med 52 invånare per kvadratkilometer. Närmaste större samhälle är Huautla de Jiménez, 12,4 km nordost om El Sabino. I omgivningarna runt El Sabino växer huvudsakligen savannskog.